# 藤原実任
藤原 実任（ふじわら の さねとう）は、鎌倉時代の公卿。正三位権中納言。父は正二位権大納言藤原公雅、母は忠萬法印の女。

## 経歴
以下、『公卿補任』と『尊卑分脈』の内容に従って記述する。
- 承久元年（1219年）12月13日、侍従に任ぜられる。
- 承久4年（1222年）1月24日、従五位上に昇叙[2]。
- 貞応2年（1223年）1月27日、阿波介に任ぜられる。
- 嘉禄2年（1226年）1月23日、正五位下に昇叙。同年3月26日、左少将に任ぜられる。
- 嘉禄3年（1227年）1月23日、播磨権介を兼ねる。
- 安貞2年（1228年）1月5日、従四位下に昇叙。同年2月1日、左少将に遷任。
- 寛喜4年（1232年）1月20日、但馬権介を兼ねる。
- 貞永元年（1232年）12月2日、従四位上に昇叙[3]。
- 文暦2年（1235年）6月14日、左中将に任ぜられる。
- 嘉禎元年（1235年）10月17日、丹波介を兼ねる。同月19日、正四位下に昇叙。
- 仁治元年（1240年）10月20日、蔵人頭に補せられる。
- 仁治2年（1241年）2月1日、参議に任ぜられる。左中将は元の如し。同年10月13日、従三位に昇叙。
- 仁治3年（1242年）3月7日、加賀権守を兼ねる。
- 寛元2年（1244年）1月5日、正三位に昇叙。
- 宝治2年（1248年）3月27日、父公雅の喪に服す。7月21日、復任する。
- 建長元年（1249年）12月24日、権中納言に任ぜられる。
- 建長2年（1250年）1月13日、権中納言を辞す。
- 建長5年（1253年）2月18日、出家[4]。

## 系譜
- 父：藤原公雅（1181-1243）
- 母：忠萬法印の娘
- 妻：平盛連の娘
- 生母不明の子女
  - 男子：公名
  - 女子